# Snijraam (gereedschap)

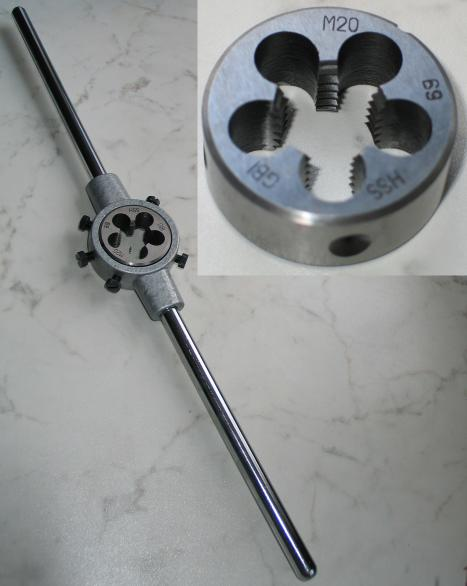
Houder voor snijblok

Een snijraam kan zowel een stuk gereedschap zijn als een onderdeel van een apparaat waar men het te versnijden voorwerp doorheen drukt, zoals bij een frietsnijder.
Voorts kan het woord betrekking hebben op een houder waarin men een snijgereedschap, zoals een snijblok, vastzet, zoals bij het tappen van schroefdraad het geval is.